# 罗东明
罗东明（1917年5月—2005年5月29日），男，四川南部人，中华人民共和国政治人物，曾任中华人民共和国商业部副部长。